# Matej Laczo
Matej Laczo (* 18. Januar 1939 in Dubnica nad Váhom; † 5. April 1998) war ein tschechoslowakischer Radrennfahrer und nationaler Meister im Radsport.

## Sportliche Laufbahn
Laczo war im Straßenradsport und im Bahnradsport aktiv. Mit der Slowakei-Rundfahrt 1964 gewann Laczo ein internationales Etappenrennen vor Ladislav Heller. Ebenfalls 1964 gewann er die ČSSR-Rundfahrt und war er auf zwei Tagesabschnitten der Bulgarien-Rundfahrt erfolgreich. 1961 hatte er das traditionsreiche Eintagesrennen Košice–Tatry–Košice gewonnen. 1962 belegte er beim Sieg von Eugeniusz Pokorny den 6. Platz im Milk Race. Die Internationale Friedensfahrt fuhr er 1963 und wurde 41. der Gesamtwertung. In der Tour de l’Avenir 1963 wurde er 43., 1964 kam er auf den 25. Rang.
Im Bahnradsport gewann er 1965 den nationalen Titel in der Mannschaftsverfolgung.